# بلطاق (كرتشمبو الجنوبي)
بلطاق (بالفارسية: بلطاق) هي قرية تقع في إيران في قسم کرتشمبو الجنوبي الريفي. يقدر عدد سكانها بـ 1,323 نسمة .